# Carol O’Connell
Carol O’Connell (* 26. Mai 1947 in New York City) ist eine US-amerikanische Krimi-Schriftstellerin.

## Leben
O’Connell studierte Kunst an der Arizona State University und am California Institute of the Arts, im Anschluss malte sie viele surrealistische Gemälde, die jedoch nie einen großen Erfolg feiert. In ihren Vierzigern begann sie mit dem Schreiben. Bekannt wurde sie mit einer Reihe von Kriminalromanen um die New Yorker Polizeibeamtin Kathy Mallory.
Carol O’Connell lebt in New York.

## Werke
die Kathy Mallory-Reihe
- Mallory's Oracle. 1994.
  - Mallorys Orakel. dt. von Renate Orth-Guttmann. Knaus, Berlin 1995, ISBN 3-8135-2666-6.
  - auch als: Ein Ort zum Sterben. gleiche Übersetzung; btb, München 2010, ISBN 978-3-442-75258-4.
- The Man Who Cast Two Shadows. 1996 (brit. Titel: The Man Who Lied to Women)
  - Der Mann, der Frauen belog. dt. von Renate Orth-Guttmann. Knaus, München 1997, ISBN 3-8135-4011-1.
- Killing Critics. 1997.
  - Tödliche Kritiken. dt. von Walter Ahlers und Peter E. Maier. Knaus, München 1998, ISBN 3-8135-0043-8.
- Stone Angel. 1998 (brit. Titel: Flight of the Stone Angel)
  - Der steinerne Engel. dt. von Renate Orth-Guttmann. Goldmann, München 2000, ISBN 3-442-54515-3.
- Shell Game. 2000.
  - Falscher Zauber. dt. von Berthold Radke. Goldmann, München 2003, ISBN 3-442-44971-5.
- Crime School. 2002.
  - Schule des Verbrechens. dt. von Renate Orth-Guttmann. Goldmann, München 2003, ISBN 3-442-45542-1.
- Dead Famous. 2004 (brit. Titel: The Jury Must Die)
- Winter House. 2005.
- Find Me. 2007 (brit. Titel: Shark Music)
  - Such mich! dt. von Renate Orth-Guttmann. btb, München 2010, ISBN 978-3-442-75255-3.
- The Chalk Girl. 2012.
  - Kreidemädchen. dt. von Judith Schwaab. btb, München 2015, ISBN 978-3-442-74741-2.
- It Happens In The Dark. 2013.
  - Es geschah im Dunkeln. dt. von Judith Schwaab. btb, München 2017, ISBN 978-3-442-74843-3.
- Blind Sight. 2016.
  - Blind Sight. dt. von Judith Schwaab. btb, München 2018, ISBN 978-3-442-71642-5.

andere
- The Judas Child. 1998.
  - Das Judaskind. dt. von Renate Orth-Guttmann. Goldmann, München 2000, ISBN 3-442-44706-2.
- Bone by Bone. 2009.
  - Tödliche Geschenke. dt. von Renate Orth-Guttmann. btb, München 2012, ISBN 978-3-442-75341-3.